# Разом
Разом — українсько-американська громадська організація, що була створена для підтримки народу України у його прагненні до демократії, справедливості та поваги прав людини. У команді є представники й представниці різних країн та прошарків суспільства, зокрема журналісти, політики, лікарі, вчителі, інженери, студенти тощо. Мета організації — сприяти розвитку демократії та громадянського суспільства в Україні, залучаючи світову мережу експертів та організацій, які підтримують активістів та правозахисників в Україні.
З початку повномасштабного російського вторгнення 2022 року Razom суттєво розширила свою діяльність, надаючи критичну гуманітарну допомогу українцям, постраждалим від вторгнення. До їхньої роботи входить доставка життєво необхідних медичних засобів, продуктів харчування та засобів тимчасового проживання тим, хто потребує, а також підтримка місцевих українських гуманітарних організацій. Станом на грудень 2024 року Razom доставила в Україну допомогу загальною вартістю 139 мільйонів доларів США.
Razom відіграє важливу роль у захисті інтересів України на міжнародній арені. У Сполучених Штатах вони співпрацюють із законодавцями та засобами масової інформації, щоб підвищити обізнаність про поточну гуманітарну кризу та наголосити на необхідності продовження міжнародної підтримки України.

## Історія
Наприкінці 2013 року через Фейсбук відбулось об'єднання активістів, що підтримали Євромайдан у Києві. Група активістів та активісток працювала над координацією постачання необхідного на Майдан, організацією акцій протесту в містах США, розповсюдженням інформації про Україну, складання та надсиланням листів та петицій до уряду США, над розслідуванням корупційних схем українських можновладців та багато іншого. На першому Форумі активістів Євромайданів Східного узбережжя США, який відбувся у Нью-Йорку (січень 2014 р.) було сформовано основні принципи діяльності майбутньої організації та призначено членів дирекції. 22 січня організація «Разом» була офіційно зареєстрована.
У 2025 році організація була оголошена «небажаною» в Росії.

## Напрямки діяльності
- збір коштів та допомога у придбанні необхідних речей для протестувальників в Україні;
- організація з'їздів та масових заходів;
- розшук та розслідування випадків корупції;
- розробка повідомлень, організація спілкування та налагодження зв'язків із громадськістю;
- спостереження за пресою та доведення правдивої інформації до її представників;
- співпраця з представниками урядів та організацій із захисту прав людини;
- координація та упорядковування зусиль всіх команд для досягнення якнайкращих результатів.

## Органи управління / члени дирекції
Команда:
- Президентка — Дора Хом'як
- Фінансова директорка — Оксана Фаленчук
- Операраційна директорка — Зоя Ріпецька
- Директорка Разом в Україні — Евеліна Курілець